# Balzac (cráter)
Balzac es un cráter de impacto de 67 km de diámetro del planeta Mercurio. Debe su nombre al escritor francés Honoré de Balzac (1799-1850), y su nombre fue aprobado por la  Unión Astronómica Internacional en 1976.